# Detektiv Loki
Detektiv Loki – Meister für mysteriöse Fälle (jap. 魔探偵ロキ matantei roki) ist eine Manga-Serie von Sakura Kinoshita (unter anderem auch Tactics), die auch in eine Anime-Serie verfilmt wurde. Sie lässt sich dem Shōnen-Genre zuordnen und handelt vom Gott Loki, der in die Menschenwelt verbannt wurde und dort böse Seelen sammeln muss.

## Handlung
Loki wird von Odin aus der Götterwelt verbannt, weil er den Göttervater zu oft verärgert hat, und in sein jüngeres Selbst verwandelt. Er sammelt böse Energien, die er braucht, um sich in seine wahre Gestalt zu verwandeln und in die Götterwelt zurückzukehren. Deshalb eröffnet er die Detektei Enjaku. Dort steht ihm sein Sohn Yamino (Jormungand) zur Seite.
Seine erste Klientin ist Mayura, ein Schulmädchen, das ihn darum bittet, einer Schulfreundin zu helfen, die sich sicher ist, das sie von einem Serienkiller beobachtet wird. Sie ist so vernarrt in mysteriöse Dinge, dass sie sich nach Abschluss des Falles selbst Lokis Detektivgruppe anschließt.

## Charaktere
- Loki ist ein kleiner Junge, mit hell- bis mittelbraunem Haaren und grünen Augen, in dem der nordische Gott der Lügen (ein Trickster) mit all seinem Wissen und Charme steckt. Nachdem er in der Götterwelt seinen Unfug übertrieben hat, wurde er von Odin in die Menschenwelt verbannt und sucht nun seinen Weg zurück. Er ist der Vater von Fenrir, Yamino und Hel. Seine Schwäche ist Wasser, da er auch der nordische Gott des Feuers ist.
- Mayura Daidouji ist eine 16-jährige Oberschülerin mit rosa-farbenem Haar und roten Augen. Als Fan von Mysterien schließt sie sich Lokis Detektei an und sieht sich als talentierte Assistentin, obwohl sie die misslichen Situationen meist nur noch schlimmer macht. Im Gegensatz zu ihrem Vater ist sie nicht in der Lage okkulte Dinge zu sehen. Deshalb kommt sie auch nicht dahinter, wer Loki wirklich ist. Ihre Mutter starb (vermutlich) an einer Krankheit, als sie noch ein kleines Mädchen war.
- Ryuusuke Yamino (Jormungand) ist Lokis zweiter Sohn. Ein junger Mann mit dunkelgrünem Haar und grünen Augen, der eine Brille trägt und stets höflich und zuvorkommend ist. Seine wahre Gestalt ist die riesige Midgardschlange. Sie ist so groß, dass sie die ganze Welt umspannt. Deshalb wurde sie von Odin in die Tiefen des Ozeans verbannt. Loki hat ihn aber befreit und ihn mit einem Zauber belegt, sodass er ihm jetzt in seiner Menschengestalt folgt und ihm ewig dankbar ist. Aus diesem Grund führt er in der Menschenwelt den Haushalt und bekocht Loki in feinster Weise.
- Fenrir ist Lokis erster Sohn. Er ist ein kleiner, süßer, schwarzer Hund mit Kulleraugen. Eigentlich ist er ein mächtiger Wolf und wurde von der magischen Fessel Gleipnir gefangen gehalten. Doch die älteste der drei Nornen, Urd,  hat ihn befreit und jetzt verbringt er seine Zeit damit seinen jüngeren Bruder zu ärgern.
- Hel ist Lokis jüngstes Kind. Sie ist ein junges Mädchen mit rosa-farbenem, gewelltem Haar, grünen Augen und einer Brille (sie sieht Mayura etwas ähnlich). Sie ist die Göttin der Unterwelt und fühlte sich stets allein, während ihre Brüder bei ihrem Vater sein durften. Deshalb setzt sie ihre Brüder außer Gefecht und versucht Loki zu töten.
- Narugami ist ein Oberschüler und geht in Mayuras Klasse, er hat rote Haare und magentafarbene Augen. Er ist in Wirklichkeit der Gott Thor und trägt immer seinen „Partner“, ein Holzschwert (Mjölnir) mit sich herum. Thor ist von Odin in die Menschenwelt geschickt worden um Loki zu töten, was er aber letzten Endes nicht tut. Anschließend hat er vergessen, wie er in die Götterwelt zurück gelangt und schlägt sich deshalb mit Teilzeitjobs herum, bis er einen Weg findet. Und eben durch seine ständig wechselnden Jobs taucht er immer dann auf, wenn man es am wenigsten erwartet.
- Reya Oshima ist ein kleines Mädchen, das bei einem Unfall ihre Eltern verlor. An die Zeit vor dem Unfall kann sie sich nicht erinnern. Sie hat mittellanges braunes Haar und auch braune Augen. Sie ist in Loki verliebt und die Göttin Freya, die sich in ihr verbirgt, ist sie ebenfalls. Deshalb verwandelt sich Reya immer dann, wenn sie eifersüchtig wird und verursacht damit jede Menge Chaos.
- Kazumi Higashiyama hat violett-farbenes Haar und rote Augen. Eigentlich ist er Heimdall, ein Schutzgott, doch er kam, in Odins Auftrag, in die Menschenwelt um sich an Loki zu rächen und ihn zu töten. Denn Loki nahm einst Heimdalls rechtes Auge, weshalb seine violetten Haare es verdecken. Doch sein Plan schlägt fehl und so muss auch er in der Menschenwelt verweilen. Trotzdem versucht er immer wieder Loki umzubringen oder ihm anderweitig das Leben schwer zu machen, allerdings nicht sehr erfolgreich.
- Freyr ist ein junger Mann mit braunem Haar und blauen Augen, der sich für einen tollen Erfinder hält, und sich gerne als das Phantom Freyr bezeichnet. Freya ist seine Schwester und so ist auch er ein Gott der nordischen Mythologie. Er arbeitet mit Heimdall zusammen und versucht Loki durch einen Runenfluch in die Menschenwelt zu bannen,  doch er stellt sich dabei nicht immer sonderlich geschickt an. Als er in der Stadt Taschentücher mit einer Tatankündigung verteilt, läuft er aber Mayura über den Weg, in die er sich prompt verliebt. Er nennt sie seine „Yamato nadeshiko“ (im Anime) und versucht ständig ihre Aufmerksamkeit und Zuneigung zu gewinnen. Sein metallenes Schwein heißt Gullinbursti und dient ihm als Transportmöglichkeit wie auch als Waffe, außerdem versucht er öfter Loki mit seinem Schiff Skidbladnir anzugreifen.
- Misao Daidouji ist Mayuras Vater und von der Mysterienliebe seiner Tochter nicht gerade begeistert. Im Gegensatz zu Mayura glaubt er nicht an Geister, Dämonen oder ähnliches, obwohl er Shinto-Priester ist. Er kann übersinnliche oder okkulte Dinge wie Geister sehen, woraus sich Loki immer einen Spaß macht. Immer wenn er auf „Mayura-papa“ trifft, lässt er alle möglichen bösen Dämonen und Geister hinter sich erscheinen, um ihm Angst einzujagen und ihn zu ärgern. Aus diesem Grund mag Misao Loki auch nicht besonders.
- Die drei Nornen, Urd, Verdandi und Skuld, sind eigentlich ein Schwan, der aber auf Wunsch von Urd, die sich in Loki verliebte, von Odin in die drei Schicksalsgöttinnen geteilt wurde (Zitat: „Urd, du hast die Flügel der Vergangenheit und der Gegenwart verloren“). Sie ist es auch, die Loki auf die Spur von Utgard-Loki bringt.
- Utgard-Loki (Majestät U.) hat silbernes Haar und meistens einen schweren Umhang an. Er ist der König des Riesenreiches und will sich unter allen Umständen mit Loki vereinen, da er in Spica verliebt ist, doch genau die ist der Grund, weshalb dies nicht funktioniert.
- Spica (Angarboda) ist eine Riesin und die Mutter der drei Kinder Lokis. Sie wurde von Odin mit einem mörderischen Runenfluch belegt in die Menschenwelt geschickt. Als Loki sie durch Zufall bei sich aufnimmt, erkennt er nicht wer sie ist und da Spica durch den Fluch nicht sprechen kann, kann sie es ihm logischerweise auch kaum deutlich machen.
- Odin/Balder ist der Gott aller Götter und eine vielseitige Bezugsperson für Loki, letzteres erledigte sich jedoch, nachdem Loki Heimdalls Auge stahl und kurz danach Balder umbringt, weshalb er verbannt wurde. Balder ergreift von Odins Körper Besitz und sieht mit Heims Auge das Loki ihn vermutlich umbringen wird und schiebt ihm deshalb ein Problem nach dem andern in die Quere. Außerdem will er urd zu seiner Frau nehmen, diese rettet Loki jedoch bei Balders erstem Angriff das Leben, bei dem aber Narugami stirbt.

## Veröffentlichungen

### Manga
Detektiv Loki erschien in Japan von August 1999 bis Dezember 2001 in Einzelkapiteln im Manga-Magazin Shōnen Gangan, wo unter anderem auch Peace Maker veröffentlicht wurde. Der Enix-Verlag brachte diese Einzelkapitel auch in sieben Sammelbänden heraus. 2002 wechselte Sakura Kinoshita zum Mag-Garden-Verlag. Für dessen Magazin Comic Blade zeichnete sie von 2002 bis 2004 unter dem Titel Detektiv Loki Ragnarok (魔探偵ロキRAGNAROK matantei roki ragnarok) eine fünfbändige Fortsetzung zu Detektiv Loki.
Von Mai 2005 bis Mai 2006 hat Carlsen Comics die Serie Detektiv Loki in Deutschland veröffentlicht. Die Übersetzung stammt von Ilse Schäfer. Im Juli 2006 begann der Verlag die Fortsetzung Detektiv Loki Ragnarok herauszubringen, die im Juli 2007 abgeschlossen wurde. die Fortsetzung wurde übersetzt von Alwin Schäfer. Tong Li Publishing brachte beide Serien auf Chinesisch heraus. Die erste erschien bei GP Manga auf Italienisch und bei JManga online auf Englisch. Die Fortsetzung wurde von ADV Manga auf Englisch herausgegeben, jedoch nach zwei Bänden abgebrochen, sowie von Editorial Ivréa in Spanien.

### Anime
Studio Deen produzierte unter der Regie von Hiroshi Watanabe eine 26-teilige Anime-Serie zum Manga. Die Drehbücher schrieb Kenichi Kanemaki und das Charakterdesign entwarf Mariko Oka. Die künstlerische Leitung lag bei Toshihisa Koyama. Für den Ton war Hiromi Kikuta verantwortlich, für die Kameraführung Shinyo Kondo. Die Produzenten waren Fukashi Azuma, Masaki Yamakawa und Nobumitsu Urasaki.
Die 26 Folgen mit je 25 Minuten Laufzeit wurden von April bis September 2003 auf dem japanischen Fernsehsender TV Tokyo ausgestrahlt. Die Serie entspricht, mit kleinen Änderungen, in etwa den Geschehnissen der Manga-Serie Detektiv Loki, erschien aber unter dem Titel Matantei Loki Ragnarok. Der Sender Animax zeigte sie in Brasilien auf Portugiesisch und auf Spanisch in Lateinamerika, mehrere Sender strahlten den Anime in Spanien aus und bei HERO TV und TV5 wurde die Serie auf den Philippinen gezeigt. The Anime Network zeigte eine englische Fassung und italienische und französische Versionen erschienen auf Kaufmedien.

#### Synchronsprecher
| Rolle                         | japanischer Sprecher (Seiyū) |
| ----------------------------- | ---------------------------- |
| Loki (Erwachsen)              | Takahiro Sakurai             |
| Loki (Kind)                   | Yuriko Fuchizaki             |
| Fenrir                        | Hirofumi Nojima              |
| Freya                         | Junko Asami                  |
| Kotarou Kakinouji             | Kōichi Tōchika               |
| Misao Daidouji (Mayura-Papa)  | Keiichi Sonobe               |
| Skuld                         | Mai Nakahara                 |
| Verdandi                      | Mamiko Noto                  |
| Urd                           | Mariko Suzuki                |
| Ecchan                        | Misato Fukuen                |
| Hel                           | Omi Minami                   |
| Kazumi Higashiyama (Heimdall) | Romi Paku                    |
| Reiya Ooshima                 | Rika Komatsu                 |
| Yamino Ryuusuke (Midgardsorm) | Shin’ichirō Miki             |
| Narukami                      | Showtaro Morikubo            |
| Freyr                         | Takehito Koyasu              |
| Mayura Daidouji               | Yui Horie                    |

#### Musik
Die Musik der Serie wurde komponiert von Kei Haneoka. Das Vorspannlied ist Rakuen no Tobira von Yamato von White Bound und der Abspann ist unterlegt mit dem Lied Believe in Heaven von Shin’ichirō Miki.

## Rezeption
Über den Fortsetzungsmanga urteilt Jason Thompson, er lese sich mit all den nordischen Göttern wie der süßeste Neil-Gaiman-Comic und sei im Wesentlichen eine Schul- und Alltagskomödie. Die Detektivarbeit trete dagegen eher in den Hintergrund. Die schönen Zeichnungen und die sanfte mysteriöse Stimmung schaffen dennoch eine unterhaltsame Leseerfahrung.
Zum Start der Animeserie schrieb die MangasZene, die erste Geschichte sei „kein sehr origineller Fall, aber dennoch gruselig und spannend, wozu neben den düsteren Farbtönen auch die schaurige Hintergrundmusik ihren Teil beiträgt. Erheiternde Figuren und Szenen lockern das Geschehen auf. Animation und Charakterdesign sind echte Hingucker, und Fans von mysteriösen Kriminalgeschichten werden Loki gern durch seine geheimnisvollen Fälle begleiten.“